# Ночь, которую мы назвали днём (фильм)
«Ночь, которую мы назвали днём» (англ. The Night We Call It a Day) — художественный фильм австралийского производства, основанный на реальных событиях, окружавших турне Фрэнка Синатры в Австралии.

## Сюжет
Главный герой Род Блю — молодой и подающий надежды импресарио получает уникальную возможность организовать турне великого Фрэнка Синатры по Австралии. Несмотря на отсутствие своих собственных средств, он добивается организации концертов, работая в паре со своей давней знакомой.

## Знаковые сцены
В фильме присутствует сцена, когда Синатра, находясь в Австралии, видит по телевизору выступление президента США Никсона, вокруг которого только что разгорелся Уотергейтский скандал. Синатра подзывает помощника из своей свиты и приказывает узнать какого рода помощь он может оказать Никсону. Помощник советует Синатре не вмешиваться, так как скандал слишком серьёзный и Никсону уже ничем не помочь, однако, Синатра остается тверд в своем решении.

## В ролях
| Актёр          | Роль          |
| -------------- | ------------- |
| Деннис Хоппер  | Фрэнк Синатра |
| Мелани Гриффит | Барбара Маркс |
| Порша Де Росси | Хилари Хантер |
| Джоэл Эдгертон | Род Блю       |
| Роуз Бирн      | Одри Эпплби   |